# Cantone di Coto Brus
Il cantone di Coto Brus è un cantone della Costa Rica facente parte della provincia di Puntarenas.

## Geografia antropica

### Suddivisioni amministrative
Il cantone  è suddiviso in 5 distretti:
- Agua Buena
- Limoncito
- Pittier
- Sabalito
- San Vito